# Peter Gimbel
Peter R. Gimbel (geboren 14. Februar 1927 in New York City; gestorben 12. Juli 1987 ebenda) war ein amerikanischer Taucher, Filmregisseur für Dokumentarfilme sowie Unterwasser-Fotograf.

## Leben
Peter Gimbel wurde 1927 in New York City als Sohn des Kaufmanns Bernard Gimbel geboren und war ab 1959 Erbe der Kaufhauskette Gimbel Brothers Inc., einer erfolgreichen Kaufhauskette in den Vereinigten Staaten. Von 1946 bis 1947 diente Gimbel als Soldat in der United States Army und nahm an der Besetzung Japans nach dem Zweiten Weltkrieg teil. 1951 machte er seinen Abschluss an der Yale University für English und Wirtschaft. Er arbeitete von 1952 bis 1960 Jahre als Investment-Banker bei der Firma White, Well & Company an der Wall Street, beendete diese Tätigkeit jedoch nach dem Tod seines Zwillingsbruders, David Alva Gimbel, um als Forscher und Entdecker aktiv zu werden. Von 1960 bis 1962 studierte er Naturwissenschaften an der Columbia University.
Als 1956 das italienische Passagierschiff Andrea Doria sank, war Peter Gimbel gemeinsam mit Joseph Fox der erste, der das Wrack aufspürte und betauchte. Er veröffentlichte Bilder im Life-Magazin und leitete später eine Reihe von Bergungsoperationen, bei denen unter anderem 1981 der Safe der ersten Klasse gefunden und von ihm 1984 in einer Live-Übertragung des Fernsehens geöffnet wurde. Er produzierte zudem zwei Dokumentarfilme über das Schiff mit den Titeln The Mystery of the Andrea Doria und Andrea Doria: The Final Chapter. 1963 leitete er im Auftrag des National Geographic Magazine und der New York Zoological Society eine Expedition in die Peruanischen Anden, um die verschollene Inka-Stadt Vilcabamba zu suchen.
1971 produzierte Gimbel unter dem Label Blue Meridian Company zudem den Film Blue Water, White Death (deutsch: Blaues Wasser, Weißer Tod) als erste Dokumentation über den Weißen Hai und drehte diesen unter anderem gemeinsam mit den Eheleuten Ron und Valerie Taylor, Rodney Fox, Stan Waterman und Peter Lake. Der in dem Film stattfindende Haiangriff auf den Tauchkäfig von Gimbel inspirierte den Buchautoren Peter Benchley bei seiner Arbeit am Drehbuch zum Film Der weiße Hai.
Aus Peter Gimbels erster Ehe mit Mary Bailey (die später Sidney Lumet heiratete), gingen zwei Kinder hervor. Auch seine zweite Ehe mit dem Model Virginia Taylor endete durch Scheidung. Mit der deutschen Schauspielerin Elga Andersen war er von 1978 bis zu seinem Tod verheiratet. Er starb am 12. Juli 1987 an einer Krebserkrankung. Elga Gimbel starb am 7. Dezember 1994; die Asche von beiden wurde in das Wrack der Andrea Doria gebracht.